# Gonzalo Salazar (guitarrista)
Gonzalo Salazar, virtuoso mexicano, es uno de los más reconocidos intérpretes internacionales de la música contemporánea.

## Vida
Nacido en la Ciudad de México, en el seno de una familia de artistas donde inicia sus estudios musicales bajo la tutela de su tío y primer maestro Gonzalo López Godina, autor de "Mecánica de la Guitarra." Posteriormente, ingresa al Conservatorio Nacional de Música donde se gradúa con mención de honor, teniendo como profesor de guitarra a Guillermo F. Méndez, decano de la enseñanza de este instrumento en México.

## Educación
Cursó la carrera de intérprete en el conservatorio nacional de la Ciudad de México.
Estudios de composición con Salvador Contreras.
Estudios de teoría y técnica del continuo en el laboratorio de composición del Doctor Julio Estrada, Universidad Nacional Autónoma de México.

## Experiencia profesional
Graba su primer álbum “Música Latinoamericana para Guitarra” (México 1988).
Debuta en 1995 en el Concertgebouw (Ámsterdam, Países Bajos), una de las tres principales salas de concierto del mundo.
Graba su segundo álbum en Europa incluyendo la primera grabación de la sonata de Leo Brouwer y la Sequenza XI de Luciano Berio ,(España, 1992).
Graba con la orquesta sinfónica de Valencia el concierto de Villa-lobos para la televisión española, (España 1992).
Estrena en el teatro Juárez el concierto para guitarra y orquesta de Marcela Rodríguez como parte del festival Internacional Cervantino (México 1992), y posteriormente con la sinfónica Nacional de Cuba en La Habana (Cuba 1992).
Es invitado por el escenógrafo, italiano Lucio Damiani para realizar en Teatro di documenti, Roma el concierto de video experimental y multimedia Spacio 99 (Italia 1996).
Estrenó el concierto de Toronto de Leo Brouwer que dio la apertura a la temporada de conciertos de la OFUNAM en la sala Nezahualcóyotl (México 1998).
Invitado especial para interpretar el concierto del sur para Guitarra y orquesta de Manuel M. Ponce bajo la batuta del legendario compositor Leo Brouwer, acompañado de Orquesta Sinfónica de San Diego en el marco de la Guitar American Convention (Estados Unidos 2003).
Invitado especial por numerosas sociedades de Guitarra, sociedades Musicales y festivales internacionales para ofrecer conciertos y clases magistrales en Cuba, Chile, Venezuela, Estados Unidos, Uruguay, El Salvador, España, Italia, Holanda ,Suiza, Alemania, República Checa y México.
Se ha presentado en las mejores salas de concierto del mundo, entre ellas: Green  Room, San Francisco Usa,  Teatro  Juárez,  Guanajuato  México,  Reina Sofía, Madrid España, Sala Nezahualcóyotl y Teatro de Bellas Artes, Ciudad de México, Festival NO, Praga, República Checa, Teatro Nacional, La habana Cuba, Concertgebouw, Ámsterdam Holanda, Ateneo de Madrid, España.
Ha sido invitado por las más prestigiosas orquestas de México, entre las destacan: Orquesta Filarmónica de la Ciudad de México, Orquesta Filarmónica de la UNAM, Orquesta Sinfónica Nacional, Orquesta Sinfónica de Xalapa, Orquesta Sinfónica de Nuevo León, Orquesta Sinfónica de Guanajuato, Orquesta  Sinfónica del Estado de México, Orquesta de Bellas artes, entre otras, fue invitado para inaugurar la temporada 2008 con la Orquesta Nacional en el Palacio de Bellas Artes.
Realiza la producción y el diseño sonoro del largometraje documental Sangre Solar, producción otorgada por CONACULTA y canal 22 televisión Metropolitana, México 2008.